# Paramesia
Paramesia es un género de polillas de la familia Tortricidae.

## Especies
- Paramesia alhamana (Schmidt, 1933)
- Paramesia gnomana (Clerck, 1759)
- Paramesia paracinctana (Chambon & Khous, 1993)
- Paramesia pygmaeana (Amsel, 1956)